# Rose-Marie Joray
Rose-Marie Joray (* 9. Juli 1929 in Basel) ist eine Schweizer Grafikerin, Malerin, Illustratorin und Kunstpädagogin.

## Leben und Werk
Rose-Marie Joray wuchs im Haus zur Krähe in der Spalenvorstadt 12 in Basel auf. Später wohnte sie im gleichen Haus wie die Malerin Britta Gelpke am Wettsteinplatz 10. Von 1945 bis 1949 liess sie sich an der Allgemeinen Gewerbeschule Basel zur Grafikerin ausbilden. Ihre Lehrer waren u. a. Jan Tschichold und Emil Ruder. Anschliessend arbeitete sie als Grafikerin für verschiedene chemischen Firmen.
Wie andere Kunstschaffende in Basel war sie für das Larvenatelier Tschudin tätig und schuf zahlreiche Laternen und Kostüme für die Basler Fasnacht. Von 1955 bis 1958 war Rose-Marie Joray als Kuratorin der grafischen Gesamtgestaltung für die Schweizerische Ausstellung für Frauenarbeit (SAFFA) verantwortlich. Ab 1960 illustrierte die allein erziehende Mutter dreier Kinder zahlreiche Bücher, u. a. Giggishaus und Unser Riehen von Eduard Wirz. Zudem arbeitete sie für verschiedene Verlage.
Rose-Marie Joray unterrichtete nebenberuflich von 1970 bis 1994 Modezeichnen an der Schule für Gestaltung Basel. Zudem war sie an der Schule mehrere Jahre lang als Abschluss-Prüfungsexpertin in der Grafikausbildung tätig. 1959 erhielt sie ein Werkstipendium, 1963 den Preis der IGEHO, zum Thema «Bier» sowie 1979 den «Bologna Ragazzi Award» der Internationalen Kinderbuchmesse Bologna.
Rose-Marie Joray ist Visarte Mitglied. Ihre Werke stellte sie in zahlreichen Einzel- und Gruppenausstellungen im In- und Ausland aus.